# Dägerlen
Dägerlen est une commune suisse du canton de Zurich.

Photo aérienne prise à 200 m par Walter Mittelholzer (1923).